# 任家萱
任家萱（1981年10月31日—），藝名，臺灣女歌手、演員、主持人，為女子演唱團體S.H.E組合成員。出生於台灣台北市，因2000年參加《宇宙2000實力美少女爭霸戰》獲得冠軍，並於同年與宇宙唱片（華研唱片前身）簽約培訓後，在2001年9月11日以S.H.E成員身分發行團體首張專輯《女生宿舍》進入演藝圈。其妹妹為演員任容萱。2010年10月22日在上海拍攝電視劇時發生爆破意外事件，使個人與團體演藝事業暫停。2011年1月19日，舉辦記者會並正式出院。2011年12月推出首張個人迷你專輯《重作一個夢》。2015年1月9日，發行首張個人專輯《3.1415》。2022年4月29日，發行第二張個人專輯《往美的路我要自己作主》。

## 早期生涯
任家萱出生於臺北市士林區。自小以老師為志願，2000年畢業於北一女中後，因同年參加宇宙唱片（華研唱片前身）與中視節目《電視大國民》殘酷舞台單元合辦的《宇宙2000實力美少女爭霸戰》選秀比賽，在經過初賽和複賽的反覆篩選及淘汰後進入決賽並獲得第一名。一開始是因為想參加比賽的妹妹任容萱年齡太小，所以代為參加，卻意外拔得頭籌。在初賽時，以李玟的〈Before I Fall In Love〉獲得評審的注意，複賽以蕭亞軒的〈最熟悉的陌生人〉進入決賽。最終決賽時演唱了〈Reflection〉，由於一度緊張唱錯歌詞，但仍因評審認為演唱穩健而獲得冠軍。並於賽後經宇宙唱片（華研唱片前身）內部協商討論，將任家萱正式簽約為旗下藝人。

## 演藝經歷

### S.H.E時期（2001年－2010年）
任家萱在參加完選秀比賽拿到冠軍後經宇宙唱片（華研唱片前身）內部討論協商，決定納入其他成員田馥甄（Hebe）及陳嘉樺（Ella）與任家萱組成女子團體，並命名為「S.H.E」進軍歌壇，同時任家萱取的英文名字藝名——Selina。其後S.H.E成為華人地區具有知名度、唱片銷售量、演唱會票房和銷售量口碑的女子演唱團體之一，而Selina等同於「月亮女神」，代表著「溫柔」，代表顏色為粉紅色。
S.H.E首張專輯《女生宿舍》於2001年9月11日發行，任家萱同時正式出道成為藝人，並在專輯中獲得個人獨唱曲的機會，於專輯中演繹個人獨唱曲〈忘記把你忘記〉，Selina音域适中、声音很稳。成為藝人後的任家萱，同時在國立台灣師範大學的學業與演藝事業兩頭忙，但並未放棄學業，並於2004年6月順利畢業。2005年，與S.H.E其它兩位團員Hebe（田馥甄）和Ella（陳嘉樺）共同擔任女主角主演的電視劇《真命天女》於同年10月16日播出，並且S.H.E也為該電視劇的原聲帶《真命天女電視原聲帶》獻唱主題曲〈星光〉，除此之外，Selina也為此原聲帶獻唱個人獨唱曲兼戲劇插曲〈管不著〉，歌曲的和聲也由另外兩名團員Hebe和Ella參與，而這也是在S.H.E第一張專輯《女生宿舍》中所收錄的個人獨唱曲相隔四年之後，再次演唱個人獨唱曲，此原聲帶於2005年9月28日推出。2007年、2008年，任家萱分別曾為S.H.E的《Play》專輯中的《我的电台 FM S.H.E》專輯中的〈安靜了〉填詞。至今，S.H.E已經發行了十三張專輯、舉辦了四次世界巡迴演唱會，以及以個人身份或團體身份參與過不同類型的綜藝節目主持、電視劇和電影的演出。
2010年3月，S.H.E發行第十張錄音室專輯《SHERO》（精選集不列入計算），並於同年5月29日《愛而為一世界巡迴演唱會》台北「旗艦場」結束之後，2010年下半年S.H.E宣佈「單飛不解散」各自展開新觸角，任家萱個人朝主持和電視劇方面發展。2010年6月23日，任家萱與庾澄慶和中視《我猜我猜我猜猜猜》簽約一季，同年7月24日，任家萱與庾澄庆共同接手主持《我猜我猜我猜猜猜》，接手後的節目首集收視也交出好成績。2010年下半年，任家萱更嘗試投入拍攝首部個人挑大樑擔任女主角演出的戲劇作品《我和春天有個約會》，但在同年10月22日於上海拍攝爆破戲失誤，導致男女主角均受到嚴重灼傷。

### 灼傷意外（2010年）
爆破失誤
2010年10月22日在上海車墩影視基地拍攝湖南衛視電視劇《我和春天有個約會》時，於爆破戲因爆破師操作失誤，提前按下爆破控制，炸藥提前爆炸，與同劇演員俞灝明兩人因走避不及，皆遭嚴重灼傷。除吸入性嗆傷外，臉頰和下巴有些微水泡，背部和四肢總計受到達54%面積之嚴重灼傷，13%為二度灼傷，其他的41%皆為三度灼傷。因穿絲襪燒傷嚴重的雙腿佔其中36%，必須剃光頭髮靠頭皮來移植皮膚。
2010年10月24日搭乘國際SOS的醫療專機於10點30分左右降落臺北市松山機場，直接送往林口長庚醫院接受治療。據媒體報導，植皮的回復約需半年至一年，演藝工作均須全部暫停以專心養病，復出時間則未定。
支持與鼓勵
回台後，在林口長庚醫院接受治療和復健，而未婚夫張承中仍常陪於左右，父母也徹夜親自照顧。2010年11月6日，田馥甄（Hebe）在香港舉辦個人音樂會，特別獻唱詹姆仕·布朗特的〈You're Beautiful〉，為正在接受治療和復健的任家萱獻上祝福，而觀眾也隨她在台下高喊加油。其後，田馥甄在世界各地的每一場個人音樂會中，都會為任家萱演唱此曲。任家萱的父母及其他演藝圈內的朋友皆為她祈禱和加油，並且紛紛獻上祝福。
任家萱獲得2010年「Yahoo!奇摩搜尋人氣大獎：網友集氣獎」，自從發生灼傷意外後，Yahoo!奇摩就設立Selina加油!的網頁，而網友集氣獎則是希望透過網友的集氣鼓勵，陪伴仍在與傷搏鬥的Selina能夠勇度難關。
灼傷後情況
任家萱在上海拍戲發生灼傷意外後，各大媒體均不定時報導傷後復原之狀況，而在林口長庚醫院住院兩個多月後的任家萱，於2011年1月19日下午二時由唱片公司召開出院記者會，並由S.H.E另二位成員Hebe和Ella陪同Selina出席記者會，宣布正式出院回家休養。外界對她的傷勢和面容諸多揣測，但臉部無毀容之虞，不過因之前受高溫熱氣造成二度灼傷，皮膚均為新生，顏色不均且較薄。下巴情況稍嚴重，故露面時仍貼著矽膠貼片，院方表示應可癒合，但復健可能長達四到五年。
後續影響
因Selina燒傷需要長期休養，導致S.H.E於2011年2、3月已經計劃好的陝西和杭州兩場《愛而為一世界巡迴演唱會》，因Selina灼傷意外而被迫取消，而S.H.E三人代言的廣告在續約時就只能暫時由其餘兩位成員代表，三人共同代言的廣告，則由Hebe和Ella暫時出席代言活動，S.H.E預定7、8月發行的新專輯，也因為Selina來不及復原錄音而延期，而任家萱原訂於2011年4月1日的婚禮，也因灼傷意外延期至10月31日舉行。至於《我和春天有個約會》暫時被解散的劇組，直至2012年3月由製片姚嘉籌備復拍，劇名亦改為《爱在春天》，但姚小蝶一角改由袁姗姗代替演出。

### 浴火重生（2011年－2014年）
2011年12月16日，Selina推出首張個人迷你專輯《重作一個夢》，是Selina在大陆拍戲遇灼傷意外後，進行復健期間製作而成。首波單曲〈愛我的每個人〉由林俊傑作曲、姚若龍填詞，並於10月29日在華研官方網站首度曝光。〈夢〉是由周杰倫作曲、Selina親自填詞，藉由詞來表達親身經歷400多個日子的傷痛與煎熬、夢境與希望、感謝與感動，這也是繼2008年〈安靜了〉之後，Selina和周杰倫再度聯手創作。此外，蔡康永也跨界填寫專輯同名曲〈重作一個夢〉的歌詞。《重作一個夢》最終台灣銷售量約3萬張。
2012年3月出席彩妝品代言記者會，宣布正式全面復出，並在體力可負荷狀態考量下開始出席公益勸募、拍攝雜誌封面、為電影動畫《勇敢傳說》中文版配音、擔任國家地理頻道《愛上真臺灣：臺灣醫療奇蹟》醫療紀錄片中文版旁白配音等活動。
隨著Selina身體漸漸康復，S.H.E的演藝事業也開始復工。2012年6月23日，Selina與S.H.E兩位團員合體擔任《第23屆流行音樂金曲獎》表演嘉賓，並宣告S.H.E再度回歸，同時Selina也宣告正式復出，這是2010年10月Selina在中國上海拍戲燒傷以來，三缺一的S.H.E中斷合體演出555天之後的首次合體同台演出，Selina演唱個人歌曲〈愛我的每個人〉以及S.H.E歌曲〈SHERO〉、〈Super Star〉。同年11月16日，傷癒復出歸隊後的Selina和團員合體發行S.H.E睽違兩年八個月的第11張錄音室專輯《花又開好了》重返華語樂壇。
2012年至2013年，為marie claire美麗佳人雜誌撰寫專欄。2013年6月起，S.H.E舉辦《Together Forever》世界巡迴演唱會，而Selina除了隨著S.H.E舉辦團體巡演之外，早在巡演之前Selina也已先重返主持界，2013年4月與納豆搭檔主持綜藝節目《小宇宙33號》（後改版成《五花八門金銀島》），並於同年9月憑此節目首次入圍《第48屆電視金鐘獎》「綜藝節目主持人獎」。
2014年1月受邀為電影《大稻埕》獻唱電影主題曲〈青春是〉，接著在同年2月時，接下綜藝節目《最強大國民》，並與曾國城搭檔主持，同月獲遠見雜誌邀請擔任演講人，分享她在受傷期間心路歷程。3月27日，受邀擔任中國音樂頒獎典禮《2014QQ音樂年度盛典》的女主持人，並與黄子佼共同主持，這也是Selina首度擔任大型音樂頒獎典禮主持人。6月，Selina參與「2014 Nike We Run Taipei女子路跑」完成10km路跑，坦言受傷後反而愛上運動，還訂下鐵人三項目標。接著同月28日，受邀在《第25屆金曲獎》為頒獎典禮中的一段「音樂人的勇敢與愛」擔任引言人。9月受今周刊採訪，真情告白在醫院復健的路程。其後在台灣各大院專學校舉行巡迴演講，也受央視節目《開講啦》的邀請至該節目演講，節目中Selina勇於詳細公開整個意外的經過，包括照片和影片，勇敢形象深植人心。
同年10月25日，獲邀與曾國城主持《第49屆電視金鐘獎》，台風穩健，頗受好評。同時，先前所主持的綜藝節目《最強大國民》也入圍該屆的金鐘獎綜藝節目獎，這是Selina首次擔任台灣大型頒獎典禮主持人。2014年底受邀擔任於2014年12月31日所舉辦的2014-2015《2015臺北最HIGH新年城》跨年晚會的主持人，並與Ella、浩角翔起共同主席，這也是Selina首度擔任大型跨年節目主持人。

### 單飛時期（2015年－至今）
2015年1月9日，以個人名義發行出道13年的首張個人錄音室專輯《3.1415》，在此之前已請辭節目主持人和活動暫停，專心籌備專輯錄製。首張個人專輯《3.1415》是以圓周率數字解密任家萱的性格，歌曲的內容到專輯整體概念，都隱藏在這常數裡。專輯裡展現任家萱的「笑點」、「哭點」、「平衡點」，給人一種甜美、溫暖、幽默的正面能量。《3.1415》以「圓」為概念，除了任家萱外型上般的「圓臉」，也傳達任家萱平常待人處世「圓融」的態度。專輯首波主打歌〈看我的〉，嘗試的是韓式舞曲曲風，歌詞是林夕為任家萱量身定作，將任家萱的個性與專輯中要呈現的開朗、溫暖、樂觀都濃縮於其中。除了韓式舞曲曲風，專輯同名主打〈3.1415〉則是任家萱不避諱的圓臉，展現出她的圓融。〈致分手〉則是林俊傑量打造的歌曲，並請來炎亞綸跨刀演出MV。專輯中〈自選曲〉、〈時間會做的事〉兩首抒情歌，像是她替正處在糾結愛情中的當事人發聲，也像是唱出過來人般的體會。新專輯中也邀來蕭煌奇作曲、製作與合唱台語男女對唱情歌〈一人水一項〉。〈平凡得可以〉則是描述她在藝人身份背後，其實與一般人一樣，有堅強也有脆弱的時候，只是人們過份的幻想才變得不尋常。Bonus Track〈值得為你〉則是送給歌迷的禮物。
2015年2月15日，首次以個人身份於臺北市政府親子劇場舉辦個人音樂會《致，有圓人》唱談會。同年7月接下年代MUCH台資訊類節目《別讓身體不開心》的主持棒。
2016年2月，受邀遠赴美國紐約參觀聯合國並參加《2016哎呦紐約新春群星演唱會》演唱〈3.1415〉、〈你是我心內的一首歌〉、〈愛我的每一個人〉及一首英文歌〈Dancing Queen〉，之後緊接著在3月於紐約舉辦演講會。同年，任家萱以S.H.E團員身份受杜莎夫人蠟像館之邀，於5月29日正式宣布進駐上海杜莎夫人蠟像館，留下S.H.E三人的蠟像，也代表S.H.E的地位對於華語樂壇有著傑出的表現和卓越的貢獻。
2017年受邀擔任《第12屆KKBOX風雲榜》主持人和《第52屆電視金鐘獎》主持人，並與黃子佼共同主持，這也是她第二次擔任大型音樂頒獎典禮主持人。同年9月，任家萱為了專心籌備個人第二張專輯，確定請辭了主持兩年多的健康資訊節目《別讓身體不開心》的主持棒，而2017年9月26日是她最後一次參與該節目錄影，並且也是最後一集的錄影。
2018年10月1日，S.H.E與華研國際音樂的演藝經紀合約到期皆不續約，結束長達17年的合作。2018年9月20日，成立任真美好公司，以任家萱的父親任明廷作為代表人，營業項目有圖書出版、有聲出版、電影、電視、藝文、演藝等，另外還有投資顧問、管理顧問、資訊媒體服務等。
因2018年喉嚨聲音開始出現狀況，至今尚未完全恢復，Selina表示給耳鼻喉科醫生檢查過聲帶沒有問題，也開始上唱歌課並且看心理醫生，但還是未找出導致聲音出狀況的癥結點，似乎是共鳴跟發聲位置有點跑掉，Selina表示目前「唱歌」這件事已經讓她造成心理壓力，包括原本預計要發行個人第二張專輯以及跟唱歌有關的工作將暫時無限期停擺，等待聲音狀況完全恢復才會開始再唱歌，現階段先專心主持工作。
2019年1月，Selina接下兩檔大陸綜藝節目，在優酷網《以團之名》擔任教研組長、芒果TV《女兒們的戀愛》第一季固定嘉賓，並與張軒睿配對成功。
2019年4月，接下新節目「女人28」主持工作，並與星座專家唐綺陽合作。10月開始與納豆搭檔主持。
2019年5月，Selina為國片電影「樂獄」獻唱插曲《躲雨》，此作品是在2018年於舊東家華研國際音樂已錄製完成，所以音樂版權屬於華研國際音樂。
2019年12月6日，Selina翻唱網路紅曲《心如止水》，此作品不但是2018年經歷失聲挫敗後重拾唱歌，亦是成立任真美好第一首個人音樂作品，引起歌迷高度的關注，經紀人表示Selina嗓子本來就沒問題，之前可能是壓力因素導致無法唱歌，請歌迷放心，並透露新單曲唱法和以往溫暖的甜美不太一樣，單曲在12月6日搶先上線，並於同月9日至11日推出搞笑短片微電影。同時Selina也宣布個人YouTube官方頻道、抖音帳號正式開通。
2020年4月14日，Selina於個人Youtube官方頻道上傳第一支露營系列Vlog。
2020年6月16日，許久未公開現身的Selina，也透露今年原訂的出書計畫，也因疫情關係延期，但近期有在收歌，「希望能讓大家看到不一樣的Selina！」同時預告自己的YouTube頻道「任真迷什麼」系列影片也會陸續上線。
2020年10月15日，Selina相隔17個月推出全新音樂單曲《四季》。
2020年12月18日，Selina設立品牌「任性eat下」臉書粉專，預告即將創立個人副業餐飲品牌，Selina表示目前以粥品為主。惟因通货膨胀等因素，品牌已于2024年1月停办。
2021年4月28日，Selina宣布接演國片「頭七」擔任女主角，這是她首度挑大樑拍電影就挑戰"鬼片"類型。電影在2022年4月1日上映，由於電影上映後不久就遇到台灣嚴重特殊傳染性肺炎疫情升溫的影響，最終全台票房大約2800萬。
2021年5月2日，Selina經營副業品牌「任性eat下」舉辦新品上市記者會暨粉絲見面會，宣布從1月開賣至今已銷售超過10萬盒。
2021年12月17日，Selina推出個人數位EP《往美的路我要自己作主》收錄三首歌：〈往美的路我要自己作主〉、〈居里夫人〉、〈你我他〉，其中兩首為Selina的詞曲創作。
2022年4月29日，任家萱Selina推出成立個人工作室任真美好後的首張實體專輯《往美的路我要自己作主》，一共收錄八首歌，其中兩首為伴奏音樂，而另一首歌曲〈黑夜中相擁〉為電影《頭七》的電影主題曲，實體唱片分為限量發行"限量版燙金流水編號0001~1031張"和無流水編號正式版，而"限量版燙金流水編號版"於4月8日開放預購後總共1031張，來不及宣傳，在兩小時內被搶購一空。
2022年7月，由黃子佼和及Lulu（黃路梓茵）所主持的東森綜合台《婚禮歌手》第2季，邀請任家萱Selina擔任「婚禮歌手」為新人獻唱祝歌，幾年前因「變聲期」求醫無果，坦言無法再用我想要的音調唱歌，而許久未公開演唱的Selina，為了能帶給新人滿滿的祝福，這次讓她突破心魔，睽違多年公開獻唱〈小情歌〉，並且獻出個人單曲〈四季〉的首度現場演唱。
2022年10月31日，Selina在生日當天推出個人首次主持Podcast節目「迎任而解」，目前固定每周一中午12點上架更新。
2023年8月11日，即將臨盆的Selina為了力挺好姐妹Hebe田馥甄的《一一巡迴演唱會》，離預產期不到一個月，挺著8個多月的身孕與Ella受邀共同擔任演唱會嘉賓，這是距離《第30屆金曲獎》擔任演出嘉賓後，久違4年的S.H.E三人再度合體演出，令歌迷驚喜感動不已，並現場演唱〈給小孩〉、〈美麗新世界〉。
2024年10月31日，Selina在生日當天這天宣布：決定先停錄Podcast節目「迎任而解」。

## 個人生活
律師張承中（阿中）於2008年開始追求Selina，雖媒體傳聞不斷，但兩人始終未承認交往關係，直至2010年5月29日S.H.E.「愛而為一世界巡迴演唱會」臺北場接近尾聲時，阿中在Selina演唱會觀眾席上求婚，並高喊“老婆”，兩人關係才對外公開。兩人交往過程分分合合，並在2010年9月12日訂婚，但因同年10月Selina因發生拍戲灼傷意外而推遲婚禮。当时阿中天天到醫院探視陪伴，Selina曾提分手、两度退婚，但阿中仍不離不棄。2011年10月在女方30歲生日當天两人完婚，並由時任總統馬英九證婚。2015年5月，Selina在上《康熙來了》時透露自己和阿中生活習慣有差異，包括自己的爱犬Pinky，因阿中不喜歡味道。2016年3月4日，Selina於Facebook官方粉絲專頁上宣布與阿中結束婚姻關係，自認沒扮演好賢妻角色；阿中也同步发出消息，「失敗的婚姻，我應負最大的責任」。两人從夫妻退回朋友關係。
2019年，在大陸芒果TV綜藝節目《女兒們的戀愛》中，Selina接受小自己11歲的台灣藝人張軒睿追求，最后一集，在录影棚中，任家萱以「我的男朋友」向父親介紹張軒睿，并在節目結束後于微博貼文，用了12句「謝謝你」來感謝張軒睿。但後證實兩人只是逢場作戲，Selina坦言節目結束後很少聯絡。
2022年3月3日，Selina於個人Facebook、Instagram、新浪微博等平台公開宣布自己新戀情，表示跟小七歲的新男友(小徐)大約已經交往半年，男友是低調的圈外人，希望外界給予祝福。2023年3月13日，Selina在自己的廣播節目宣布已懷孕，並表示會選擇在313公開，因為是四年前愛犬Pinky過世的日子。2023年9月7日，Selina在社群軟體發文宣布兒子誕生。

## 音樂作品

### 錄音室專輯
| 专辑名称             | 發行日期      | 曲目 |
| -------------------- | ------------- | --- |
| 3.1415               | 2015年1月9日  | 曲目 1. 看我的 2. 3.1415 3. 一人水一項 4. 自選曲 5. 平凡得可以 6. BIG GIRL 7. 舞舞舞 8. 致分手 9. 時間會做的事 10. 妳是水作的 11. 值得為你(Bonus) |
| 往美的路我要自己作主 | 2022年4月29日 | 曲目 1. 往美的路我要自己作主 2. 居里夫人 3. 你我他 4. 四季 5. 心如止水 6. 黑夜中相擁–序曲 7. 黑夜中相擁 8. 黑夜中相擁–演奏版                      |

### 迷你專輯
| 专辑名称             | 發行日期       | 曲目                                                                                                |
| -------------------- | -------------- | --------------------------------------------------------------------------------------------------- |
| 重作一個夢           | 2011年12月16日 | 曲目 1. 愛我的每個人 2. 夢 3. 重作一個夢                                                            |
| 往美的路我要自己作主 | 2021年12月17日 | 曲目 1. 往美的路我要自己作主My Own Beauty 2. 居里夫人Joyful Loneliness 3. 你我他We Are all The Same |

### 單曲
| 曲名             | 發行日期       | 備註                                                                                     |
| 值得為你         | 2014年8月3日   | 2014年歌林家電品牌大使廣告單曲，之後另收錄於《3.1415》Bouns Track                        |
| So Fa Mi Re Do   | 2015年2月      | 首支詞曲創作demo，於《致，有圓人》唱談會中及Selina的facebook粉絲專頁曝光（無收錄進專輯） |
| The Rose         | 2015年9月17日  | 翻唱單曲，公視關懷八仙樂園彩色派對火災公益單曲 (原唱:貝蒂·蜜勒)                          |
| 心靈豬湯—童真    | 2016年9月5日   | 2016電影《麥兜飯寶奇兵》電影歌曲                                                         |
| 她很漂亮         | 2017年1月      | Selina填詞，中國電視劇《她很漂亮》主題曲                                                 |
| 娃娃             | 2017年9月20日  | 翻唱單曲，Music Radio音樂之聲"我要上學"公益主題曲                                        |
| 幸福需要一點偏差 | 2018年7月20日  | 中國電視劇《愛情進化論》片尾曲                                                           |
| 躲雨             | 2019年5月17日  | 2019國片電影《樂獄》插曲                                                                 |
| 心如止水         | 2019年12月6日  | 2019 翻唱抖音熱門單曲"lce Paper 心如止水"                                                |
| 一直到黎明       | 2020年2月10日  | 由毛不易作词，陆虎作曲，华语群星演唱的公益歌曲。                                         |
| 四季             | 2020年10月11日 | lce Paper填詞譜曲                                                                        |
| 黑夜中相擁       | 2022年3月18日  | 鄭興填詞（電影《頭七》主題曲）                                                           |
| 以閃亮之名       | 2022年7月27日  | 遊戲「以閃亮之名」同名主題曲                                                             |

## 演唱會

### 音樂會
| 演唱會名稱                            | 日期          | 國家／城市          | 地點                              | 表演嘉賓   | 附註 |
| ------------------------------------- | ------------- | ------------------- | --------------------------------- | ---------- | --- |
| 演唱會                                |               |                     |                                   |            | |
| 《致，有圓人》唱談會                  | 2015年2月15日 | 中華民國臺灣 臺北市 | 臺北市政府 親子劇場               | Hebe、Ella | 演唱曲目 1. SoFaMiReDo 2. 3.1415 3. 問籤詩 4. 月光 5. 帶我去月球 6. 妳是水作的 7. 自選曲 8. 致分手 9. 心蝕 10. 好心情 11. 不必在乎我是誰 12. 可愛 13. 時間會做的事 14. 平凡得可以 15. 一人水一項 16. 值得為你 17. 給小孩 (With Hebe、Ella) |
| 其它演唱會                            |               |                     |                                   |            | |
| 2016哎呦紐約 "Fire Monkey" 新春演唱會 | 2016年2月4日  | 美國 紐約           | PlayStation Theater @ Time Square |            | [ 註 1 ] |

### 擔任演唱會嘉賓
- 2006年04月1日  呂建中慶功演唱會嘉賓，合唱〈不做你的朋友〉與〈獨唱情歌〉
- 2007年09月8日  王力宏 《我們的歌》慶功演唱會嘉賓，合唱〈你是我心内的一首歌〉
- 2010年03月30日  田馥甄 《330音樂 田》生日音樂會嘉賓，與田馥甄、 陳嘉樺合體，演唱〈圍巾〉
- 2010年010月10日  田馥甄 《Love！To Hebe音樂會》客串演唱會嘉賓，與田馥甄哼唱〈給小孩〉
- 2013年06月16日  動力火車 《莫忘初衷》台北TICC演唱會嘉賓，擔任串場主持人
- 2015年02月14日  林俊傑 《時線：新地球》台北小巨蛋演唱會嘉賓，合唱〈小酒窩〉與〈致分手〉、演唱〈看我的〉
- 2015年06月7日  陳嘉樺  台北Legacy《你正常嗎?》唱演會嘉賓，與田馥甄、 陳嘉樺合體，演唱〈你曾是少年〉(一小段)、〈老婆〉
- 2016年07月31日  羅志祥 《瘋狂世界》台北小巨蛋演唱會嘉賓，與羅志祥熱舞113秒
- 2023年08月11日  田馥甄 《一一巡迴演唱會最終場》台北小巨蛋唱演會嘉賓，與田馥甄、 陳嘉樺合體，演唱〈給小孩〉、〈美麗新世界〉

## 主持作品

### 節目主持
| 開始主持       | 結束主持              | 節目名稱                      | 播出頻道                                    | 合作主持人                                         | 備註 |
| -------------- | --------------------- | ----------------------------- | ------------------------------------------- | -------------------------------------------------- | --- |
| 2001年11月17日 | 2001年11月17日        | 我猜我猜我猜猜猜              | 中視無線台                                  | Hebe、Ella、吳宗憲、阿雅                           | 代班主持 |
| 2002年2月2日   | 2002年8月17日         | 我猜我猜我猜猜猜              | 中視無線台                                  | Hebe、Ella、吳宗憲、阿雅                           | 首次參與主持綜藝節目 |
| 2003年4月6日   | 2004年                | 快樂星期天                    | 華視主頻                                    | Hebe、Ella、張小燕、黃子佼、卜學亮、羅志祥、張善為 | |
| 2005年10月17日 | 2005年10月18日        | 康熙來了之康永當家            | 中天综合台                                  | Hebe、Ella、蔡康永                                 | 徐熙娣因懷孕暫停主持工作，《康熙來了》暫時改為《康永當家》，並且暫代原主持人徐熙娣擔任這節目改版後前兩集的代班主持人與蔡康永共同主持 |
| 2006年3月      | 2006年4月             | 康熙來了之康永當家            | 中天综合台                                  | 蔡康永                                             | 暂代原主持人徐熙娣擔任主持人 |
| 2007年2月3日   | 2007年7月14日         | 我猜我猜我猜猜猜              | 中視無線台                                  | Hebe、吳宗憲                                       | Selina與S.H.E成員Hebe簽約半年擔任女主持人                                                                                            |
| 2007年10月11日 | 2008年2月22日         | 康熙來了                      | 中天綜合台                                  | 蔡康永                                             | 暫代徐熙娣，共主持89集 |
| 2008年2月4日   | 2008年2月4日          | 康熙來了                      | 中天綜合台                                  | 蔡康永、Hebe、Ella                                 | 代班主持人Selina與Hebe和Ella共同主持一集                                                                                             |
| 2008年11月3日  | 2009年4月2日          | 大學生了沒                    | 中天綜合台                                  | 阿Ken、納豆                                        | 暫代陶晶瑩主持 |
| 2010年5月15日  | 2010年5月22日         | 我猜我猜我猜猜猜700集特別企畫 | 中視無線台                                  | 吳宗憲                                             | 擔任嘉賓主持人 |
| 2010年7月23日  | 2010年10月30日        | 我猜我猜我猜猜猜              | 中視無線台                                  | 庾澄慶                                             | 原與庾澄慶和《我猜我猜我猜猜猜》簽約一季，其後發生灼傷意外而退出主持。                                                               |
| 2013年4月1日   | 2013年9月27日         | 小宇宙33號                    | 超視                                        | 納豆                                               | 傷后復出第一個主持的節目，並入圍《第48屆金鐘獎》最佳綜藝節目主持人。                                                                 |
| 2013年12月16日 | 2014年4月15日         | 五花八門金銀島                | 超視                                        | 納豆                                               | |
| 2014年2月9日   | 2014年8月31日         | 最強大國民                    | 中國電視公司                                | 曾國城                                             | 入圍《第49屆金鐘獎》綜藝節目獎 |
| 2015年5月25日  | 2015年5月29日 06月5日 | 康熙來了                      | 中天綜合台                                  | 蔡康永                                             | 暫代徐熙娣擔任主持人 |
| 2015年7月6日   | 2017年10月5日         | 別讓身體不開心                | 年代MUCH台                                  |                                                    | 健康資訊節目 |
| 2016年7月26日  | 2016年10月11日        | 撕人訂製                      | 愛奇藝                                      | 應采兒                                             | 中國網路節目 |
| 2017年6月4日   | 2017年8月20日         | 好好吃飯吧                    | 樂視視頻                                    | 劉一帆                                             | 中國網路節目 |
| 2019年4月26日  | 2019年12月27日        | 女人28                        | 第一季： 衛視中文台 第二、三季： 東森綜合台 | 第一、二季： 唐綺陽 第三季： 納豆                  | 談話綜藝節目 |
| 2022年10月31日 | 2024年10月28日        | 迎任而解                      | Podcast                                     |                                                    | 自己開設的廣播談話節目 |

### 大型活動/頒獎典禮主持
| 主持時間                    | 播出頻道          | 節目名稱             | 主持群                   | 附註                             |
| 2014年3月27日               | 深圳衛視          | 2014QQ音樂年度盛典   | 與黄子佼共同主持         | 首度擔任大型音樂頒獎典禮主持人   |
| 2014年10月25日              | 中視、中天、公視  | 第49屆電視金鐘獎     | 與曾國城共同主持         | 首度擔任台灣大型頒獎典禮主持人   |
| 2014年12月31日-2015年1月1日 | TVBS歡樂台        | 2015臺北最HIGH新年城 | 與Ella、浩角翔起共同主持 | 首度擔任大型跨年節目主持人       |
| 2017年1月21日               | 台視 、TVBS歡樂台 | 第12屆KKBOX風雲榜    | 與黃子佼共同主持         | 第二次擔任大型音樂頒獎典禮主持人 |
| 2017年9月30日               | 三立、公視        | 第52屆電視金鐘獎     | 與黃子佼共同主持         | 第二次擔任台灣大型頒獎典禮主持人 |

## 演出作品

### 電視劇
| 年份   | 播出頻道          | 劇名                  | 角色          | 附註                                                                                           |
| 2003年 | 台視              | 薔薇之戀              | 狄雅蔓 莊哲芹 | 本劇獲得2004年度臺灣《第39屆電視金鐘獎》的年度「最受歡迎戲劇節目獎」及入圍「金鐘獎戲劇節目獎」 |
| 2004年 | 央視              | 新年快樂2004          | Selina        | 中國賀歲劇於央視播出                                                                           |
| 2005年 | 華視              | 真命天女              | 周心蕾        | S.H.E 三人同時共同擔當女主角，陳嘉樺（飾 任潔）、田馥甄（飾 沈孝柔）                           |
| 2007年 | Channel [V]娛樂台 | 棒棒堂偶像劇-愛情來了 | Selina        | 短劇                                                                                           |
| 2010年 | 湖南衛視          | 我和春天有個約會      | 姚小蝶        | 首度擔綱女主角，加入劇組第五天因拍攝一場爆破戲導致嚴重燒傷意外，劇組宣布解散                   |
| 2015年 | 台視、三立        | 聽見幸福              | 主持人        | 客串                                                                                           |

### 電影
| 年份   | 片名       | 飾演   | 附註                                                            |
| 2004年 | 冒牌天皇   | Selina | 1.劇情與電視劇《新年快樂2004》相似，香港首映 2.別名《秘密愛情》 |
| 2004年 | 歡樂幸運草 | Selina | 1.中國賀歲片，香港首映 2.別名《快樂2004》、《新年快樂2004》     |
| 2011年 | 阿爸       | Selina | 演唱會來賓及幕後成員之一（特别客串）                            |
| 2022年 | 頭七       | 李春華 | 1.首部擔綱女主角的電影 2.首部演出恐怖電影 3.導演沈丹桂          |

### 綜藝節目
| 播出年份 | 播出頻道   | 節目名稱        | 附註            |
| -------- | ---------- | --------------- | --------------- |
| 2014年   | 央視       | 開講啦          | 嘉宾            |
| 2014年   | 江蘇衛視   | 星廚駕到 第一季 | 踢館嘉宾        |
| 2016年   | 江蘇衛視   | 蒙面唱將猜猜猜  | 第六期 猜評嘉賓 |
| 2016年   | 江蘇衛視   | 最強大腦 第三季 | 第八期 嘉賓     |
| 2017年   | 浙江衛視   | 熟悉的味道      | 嘉賓            |
| 2020年   | 八大綜合台 | 一個都不能少    | 嘉賓            |
| 2022年   | 東森綜合台 | 婚禮歌手2       | 嘉賓            |

### 實境節目
| 播出年份 | 播出頻道   | 節目名稱       | 附註                     |
| -------- | ---------- | -------------- | ------------------------ |
| 2014年   | 天津卫视   | 喜从天降       | 第三期嘉宾               |
| 2015年   | 東方衛視   | 我去上學啦     | 第一期至第四期嘉宾       |
| 2016年   | 浙江衛視   | 王牌對王牌     | 第七期嘉賓               |
| 2016年   | 江蘇衛視   | 說出我世界     | 第六期嘉賓               |
| 2017年   | 優酷網     | 讀書人         | 第六期嘉賓               |
| 2017年   | 東方衛視   | 拜見小師父     | 固定嘉賓                 |
| 2017年   | 愛奇藝     | 帶著音樂去旅行 | 嘉賓（未播出）           |
| 2018年   | 浙江衛視   | 奔跑吧         | 第六季第二期至第三期嘉賓 |
| 2018年   | 咪咕視頻   | 加油好身材     | 固定嘉賓                 |
| 2019年   | 優酷網     | 以團之名       | 教研組長                 |
| 2019年   | 芒果TV     | 女兒們的戀愛   | 固定嘉賓                 |
| 2019年   | 騰訊視頻   | 帶我去遠方     | 第十一期至第十二期嘉賓   |
| 2019年   | 優酷網     | 爆款來了       | 嘉賓                     |
| 2021年   | 中視       | 飢餓遊戲       | 嘉賓                     |
| 2022年   | 三立都會台 | 回到小學那一天 | 嘉賓                     |
| 2023年   | TVBS歡樂台 | 光開門就很忙了 | 與妹妹任容萱共同擔任嘉賓 |
| 2024年   | 愛奇藝     | 喜歡你我也是   | 第五季                   |

### 配音作品
- 2007年《亞瑟的奇幻王國－毫髮人的冒險》

為塞蕾妮雅公主配音
- 2012年《勇敢傳說》

為梅莉達公主（Princess Merida）配音
- 2012年 國家地理頻道

《愛上真臺灣：臺灣醫療奇蹟》醫療紀錄片
- 2015年 天下雜誌34週年

《我們的無畏時代》紀實影片
- 2015年《小王子》

為玫瑰配音

### 音樂錄影帶演出
註：不包括任家萱參與演唱之歌曲
| 年份   | 專輯                         | 曲名           | 演唱者                                                  | 附註                                             |
| 2001年 | 女生宿舍                     | Too Much       | Hebe                                                    | 女主角                                           |
| 2002年 | MAN                          | 路人甲         | 動力火車                                                | 客串，與Hebe、Ella、張智成共同演出               |
| 2003年 | 薔薇之戀電視原聲帶、受了點傷 | 葉子           | 阿桑                                                    | 女主角                                           |
| 2009年 | 感官/世界                    | 看見什麼吃什麼 | 林宥嘉                                                  | 客串，與Hebe、Ella共同演出                       |
| 2017年 | 國際不再恐同日主題曲         | We Are One     | 蔡健雅、林憶蓮、張惠妹、那英、蕭亞軒、ALin、小S、楊丞琳 | 客串                                             |
| 2017年 | 偷故事的人                   | 連名帶姓       | 張惠妹                                                  | 女主角                                           |
| 2021年 | 北一女校友會公益MV           | 光復青春       | 陳少迪、陳芝緗、曾沛慈、李宣榕、丁曉雯、王海玲          | 北一女校友會《光復樓古蹟修復及再利用工程》主题曲 |

## 出版作品

### 相關書籍
| 年份   | 書名                                     | 作者   | 出版社             | ISBN               |
| ------ | ---------------------------------------- | ------ | ------------------ | ------------------ |
| 2006年 | 《愛的小珠珠》                           | 任家萱 | 如何出版公司發行   | ISBN 9861361006    |
| 2006年 | 《我的女兒是偶像-任爸的幸福私房話》      | 任明廷 | 平裝本出版公司發行 | ISBN 9578035861    |
| 2011年 | 《上蒼選了妳：全民女孩Selina的地獄90天》 | 張承中 | 時周文化發行       | ISBN 9789866217166 |

## 個人獎項
2006年
- 第六屆全球華語歌曲排行榜最受歡迎對唱金曲：TANK&Selina《獨唱情歌》

2008年
- 加拿大至HiT中文歌曲排行榜'07年度總選 全國推崇十大歌曲（國語）：王力宏&Selina《你是我心內的一首歌》
- 雪碧中國原創音樂流行排行榜台灣最優秀合唱歌曲：王力宏&Selina《你是我心內的一首歌》
- Hito流行音樂獎─年度十大華語歌曲 : 王力宏+Selina〈你是我心內的一首歌／改變自己〉
- 第8届《全球华语歌曲排行榜》颁奖典礼 最受欢迎对唱歌曲:〈你是我心內的一首歌〉王力宏+Selina
- 第三屆無線音樂咪咕匯 無線音樂最暢銷對唱金曲：王力宏/Selina《你是我心內的一首歌》

2010年
- 2010年台灣YAHOO!奇摩 搜尋人氣大獎─網友集氣獎：Selina

2011年
- 新加坡e樂大賞：e樂《晚報e樂》勁爆新聞(Selina)
- 中國最美50人─重生之美：Selina

2012年
- 新加坡e樂大賞：e樂《晚報e樂》勁爆新聞(Selina)
- Music Radio中國Top排行榜頒獎典禮─港臺年度最佳新人獎：Selina

2013年
- 入圍《第48屆電視金鐘獎》最佳綜藝節目主持人獎 -《小宇宙33號》

2014年
- 入圍《第49屆電視金鐘獎》綜藝節目獎 -《最強大國民》

2015年
- 第5屆全球流行音樂金榜
  - 年度最佳新人獎-金獎
  - 年度最受歡迎新人獎
- 《風從東方來娛樂影響力盛典》-“勵志人物”
- Milk雜誌 年度潮流藝人大賞票選 - Ms. Milk：冠軍

2016年
- 2015年度蒙牛酸酸乳MusicRadio中國TOP排行榜音樂盛典
  - MusicRadio音樂之聲年度推崇歌手大獎（港台）
  - 年度傳媒推薦唱片（港台）《3.1415》
  - 年度30大金曲《看我的》
- 2016HITO流行音樂獎 
  - HITO首播點擊人氣獎-《看我的》
  - Hit FM 觀眾最愛情歌獎-《一人水一項》

2017年
- MTV亞洲金曲大賞
  - 港台年度最受歡迎全能藝人

2018年
- 《全球華語流行音樂金曲榜》第176期 港臺總榜冠軍：《幸福需要一點偏差》

2019年
- 《全球華語流行音樂金曲榜》第243期 空降港臺總榜冠軍：《心如止水》

2020年
- 《全球華語流行音樂金曲榜》第288期 港臺總榜冠軍：《四季》

## 外部連結
- 任家萱 Selina的Facebook專頁（繁體中文）
- 任家萱 Selina的Instagram帳戶（繁體中文）
- 任家萱 Selina的新浪微博（繁體中文）
- YouTube上的任家萱Selina官方專屬頻道（繁體中文）
- 任家萱的哔哩哔哩个人空间（简体中文）
- 任家萱Selina的抖音账号（简体中文）
- 任家萱Selina的小红书账号（简体中文）
- 任家萱在互联网电影资料库（IMDb）上的資料（英文）
- 任家萱在香港影庫上的簡介
- 任家萱在台灣電影網上的資料（繁體中文）
- 任家萱在豆瓣上的资料（简体中文）
- 任家萱在时光网上的簡介（简体中文）
- S.H.E的Facebook專頁（繁體中文）
- YouTube上的S.H.E 頻道（繁體中文）